# Ключи (Тымовский городской округ)
Ключи́ — село в Тымовском городском округе Сахалинской области России.

## География
Село находится на расстоянии 6 км к северу от посёлка городского типа Тымовское, административного центра округа.

## Население
| 2002 | 2010 | 2021 |
| ---- | ---- | ---- |
| 25   | ↘0   | →0   |

### Половой состав
Согласно результатам переписи 2002 года, в селе проживало 25 человек (13 мужчин и 12 женщин).

### Национальный состав
Согласно результатам переписи 2002 года, в национальной структуре населения русские составляли 96 % из 25 чел.